# سد دم قشم
 سد دم قشم واقع در دره کولغان بخش شهاب از توابع شهرستان قشم و از نقاط دیدنی استان هرمزگان در جنوب ایران است. 
« سد دم قشم»، پیشینهٔ این سد تاریخی به دوران ساسانیان بر می‌گردد. یک رشته کوه سراسر جزیره قشم را از شرق به غرب پوشانیده‌است. در آبریز شمالی این کوه‌ها
، بریدگی‌های بسیاری وجود دارد که آب باران‌های موسمی را در جبهه‌های شمالی و جنوبی به خلیج فارس می‌ریزد. نخستین بریدگی، در کناره باختری، در ۳ کیلومتری شهر قشم، یعنی دره کولغان است. دومین بریدگی، در جنوب روستای گیاهدان است که در زمان صفویان، سدی که مردم محل آن را «دِرهاش» می‌خوانند، در دهانهٔ آن بنا کرده‌اند ولی سد به دلیل رعایت نکردن جنبه‌های فنی ویران شده‌است. سومین بریدگی، در باختر روستای پی پشت قرار دارد که تا لافت ۱۵ کیلومتر فاصله دارد. در این بریدگی، ساسانیان سدی سنگی به نام «دَم» ساخته‌اند، که سرتاسر پایه و دیوارهای اصلی آن هنوز پابرجاست.
ابزارهای سد دم از سنگ‌های تراش و با ملات ویژه دوران ساسانی گچ، ساروج و قلوه سنگ است، که همانند تمامی آثار این دوران، در برابر سیلاب‌های تند به همان استحکام، بازمانده‌است و با این که در دوره‌های بعد، به ویژه در دوران صفوی، تأسیساتی به آن افزوده شد، با این حال به دلیل رعایت ننمودن جنبه‌های فنی تعمیرات و پیوستگی‌ها، ویران شده و در حال حاضر تنها پایه‌ها و دیوار استوار و کانال خروج آب که در درون لایه‌های کلفت سنگی کنده شده، پابرجاست .

## منبع
- زنده دل، دستیاران، حسن. (مجموعه کتابهای راهنمای جامع ایرانگردی استان هرمزکان)  ج۱. چاپ وانتشار سال ۱۹۹۸ میلادی.